# Elise Sørensen
Elise Sørensen (2. Juli 1903 in Kalundborg – 5. Juli 1977 im Ordrup Sogn) war eine dänische Krankenschwester und Erfinderin des weltweit ersten Stomabeutels, welcher die Lebensqualität stomaoperierter Menschen nachhaltig verbesserte.

## Leben
Sørensen kam als Tochter des Landwirts Valdemar Sofus Sørensen (geboren 1875) und dessen Ehefrau Ane Dorthea Andersen (geboren 1876) in Kalundborg zur Welt. Sie erhielt ihre Ausbildung zur Krankenschwester in Holbæk und Viborg, bevor sie ab 1929 als Gemeinde- und spätere Heimkrankenschwester tätig war. Von 1935 bis 1957 arbeitete sie für die Ordrup-Skovshoved-Krankenkasse, wo sie vielfältige praktische Erfahrungen im Umgang mit Patienten sammelte.
Ihr beruflicher Alltag war von engem Patientenkontakt geprägt, was ihr früh Einblicke in die psychischen und physischen Belastungen kolostomaoperierter Menschen vermittelte. Die enge Beziehung zu ihrer jüngeren Schwester Thora, die mit nur 32 Jahren eine Darmoperation durchlaufen musste, sensibilisierte Elise Sørensen zusätzlich für die spezifischen Probleme und Schamgefühle, die mit den damals rudimentären Stomahilfsmitteln verbunden waren.
Elise Sørensen litt selbst unter wiederkehrenden Depressionen, die im späteren Verlauf ihres Lebens zu längeren Klinikaufenthalten führten, weshalb sie ab 1957 nicht mehr in ihrem Beruf tätig sein konnte. In ihren letzten Lebensjahren lebte sie in einer psychiatrischen Einrichtung in Dianalund, in der sie 1977 verstarb.

## Wirken
Bereits während ihrer Tätigkeit als Heimkrankenschwester setzte sich Sørensen mit den Schwierigkeiten stomaoperierter Patienten auseinander und entwickelte Mitgefühl für deren Lage. Bis in die 1950er-Jahre hinein standen diesen Patienten nur unzureichende Hilfsmittel wie Gürtel, gummierte Behälter und wackelige Konstruktionen zur Verfügung, die ein normales soziales Leben massiv erschwerten. Angespornt von den Problemen ihrer Schwester Thora begann Sørensen 1953 mit der Suche nach einer verbesserten Lösung, um Stomapatienten mehr Sicherheit, Komfort und Würde zu geben.
Ihre Idee war die Entwicklung eines flachen, enganliegenden, aus dünnem, elastischem Material gefertigten und vollständig geschlossenen Einwegstomabeutels, der mittels eines wirksamen Klebstoffs direkt auf der Haut fixiert werden konnte. 1954 meldete sie das Patent Nr. 86860 für ihren Stomabeutel an, der sich von bisherigen Lösungen fundamental unterschied, da sie vollkommen dicht und allein durch ihre Klebefläche haftend konzipiert war.
Um ihre Erfindung in Produktion zu bringen, arbeitete sie ab 1954 mit dem Kunststofffabrikanten Aage Louis-Hansen zusammen, dessen Frau Johanne, ebenfalls Krankenschwester, den enormen Wert der Innovation erkannte und ihren Mann von einer Zusammenarbeit überzeugte. Nachdem die ersten handgefertigten Muster erfolgreich von Patienten getestet worden waren, wuchs die Nachfrage rasch, und die Produktion wurde ausgeweitet. 1955 schloss Sørensen mit Louis-Hansen einen Lizenzvertrag ab, durch den sie für jede produzierte Stomipose eine finanzielle Beteiligung erhielt.
Die positive Resonanz der Fachwelt sowie von Betroffenen führte zu einer raschen Verbreitung der Erfindung, die bereits nach kurzer Zeit exportiert wurde und den Grundstein für das internationale Unternehmen Coloplast legte. Ihre Erfindung revolutionierte die Versorgung von Stomapatienten weltweit und ermöglichte vielen Menschen die Rückkehr in ein normales, gesellschaftlich aktives Leben.
Im Jahr 1963 wurde Sørensen vom Dansk Sygeplejeråd (DSR) zur „Årets Sygeplejerske“ („Krankenschwester des Jahres“) ernannt, wobei sie die Auszeichnung aufgrund ihrer Erkrankung in einer Klinik entgegennehmen musste. Ihr Stomabeutel gilt heute als eine bedeutende europäische Erfindung des 20. Jahrhunderts und als wegweisende Innovation im medizinischen Hilfsmittelbereich.